# Lasse Vibe
Lasse Vibe (* 22. Februar 1987 in Tranbjerg) ist ein ehemaliger dänischer Fußballspieler. Der Stürmer bestritt seine Laufbahn in seinem Heimatland und in Schweden.

## Werdegang
Vibe begann mit dem Fußballspielen bei AIA-Tranbjerg, den er in Richtung Nachwuchsabteilung von Aarhus GF verließ. Dort debütierte er als Einwechselspieler im Juni 2007 in der zweitklassigen 1. Division im höherklassigen Fußball. Nachdem der Klub in die Superliga aufstieg, kam er zu keinem weiteren Einsatz. Daher wechselte er zum Jahreswechsel 2008/09 zum Drittligisten FC Fyn. Hier war er schnell Stammspieler und führte die Mannschaft mit sieben Toren in 15 Saisonspielen bis zum Saisonende zum Zweitligaaufstieg. Auch hier gehörte er zu den Leistungsträgern, bereits zu Jahresbeginn 2010 einigte er sich mit dem von Michael Schjønberg trainierten Ligakonkurrenten FC Vestsjælland auf einen Wechsel zum Sommer des Jahres.
Bei seinem neuen Klub glänze Vibe ebenfalls als regelmäßiger Torschütze, in seiner ersten Spielzeit erzielte er zwölf Saisontore. Nach einem weiteren halben Jahr in der zweiten Liga verpflichtete ihn der Erstligist Sønderjysk Elitesport. Im März 2012 debütierte er bei der 0:1-Niederlage gegen Brøndby IF in der Superliga, bis zum Saisonende war er in 14 Saisonspielen sechsmal als Torschütze erfolgreich. In der Folge berief ihn Nationaltrainer Morten Olsen im August des Jahres in die dänische Nationalmannschaft, letztlich kam er aber nicht zum Einsatz. Als bester vereinsinterner Torschütze führte er den Klub in der anschließenden Spielzeit auf den achten Tabellenplatz, zudem platzierte er sich unter den ersten zehn besten Torschützen der Meisterschaft.
Im Sommer 2013 wechselte Vibe ins Ausland und schloss sich dem amtierenden schwedischen Pokalsieger IFK Göteborg an. Hier konnte er in seiner ersten Halbserie nicht an seine vorherige Torgefahr anknüpfen und trug mit lediglich zwei Saisontoren zum Erreichen des dritten Tabellenplatzes bei. Umso torgefährlicher war er in der Spielzeit 2014: Mit 23 Saisontoren distanzierte er in der Torschützenliste der schwedischen Meisterschaft die 17-fach erfolgreichen Konkurrenten David Accam und Ricardo Santos deutlich und gewann den Titel des Torschützenkönigs der Allsvenskan. Zum Saisonende belegte die Mannschaft hinter Meister Malmö FF den zweiten Tabellenplatz, bereits im September des Jahres war er – knapp zwei Jahre nach seiner ersten Berufung – unter Morten Olsen bei einer 1:2-Niederlage gegen die Türkei zu seinem Debüt in der dänischen Nationalmannschaft gekommen.
Im Sommer 2016 war er Kapitän der dänischen Auswahlmannschaft bei den Olympischen Sommerspielen in Rio de Janeiro.